# Nathaniel Parker
Nathaniel Parker (ur. 18 maja 1962 w Londynie) – brytyjski aktor teatralny, filmowy i telewizyjny.
Urodził się i wychował w Londynie jako najmłodszy syn Jillian, lekarki ogólnej i ogrodniczki, autorki The Purest of Pleasures: Creation of a Romantic Garden, i Sir Petera Parkera, biznesmena i byłego prezesa British Rail. Ma dwóch starszych braci, Alana, prezesa Brunswick Group, i Olivera, reżysera filmowego, oraz siostrę Lucy. Parker dołączył do National Youth Theatre, a potem studiował dramat w London Academy of Music and Dramatic Art. Karierę zawodową rozpoczął w 1986, w przedstawieniu Romeo i Julia w reżyserii Young Vica. W 1986 dołączył do Royal Shakespeare Company, gdzie spędził dwa lata i zdobył międzynarodowe uznanie za rolę Bassanio u boku Dustina Hoffmana w sztuce Kupiec wenecki w reż. Sir Petera Halla. W 1989 zadebiutował w pierwszym brytyjskim filmie telewizyjnym Wojenne requiem (War Requiem), który trafił do kin. Niektóre z jego bardziej znanych filmów to Hamlet (1990) Mela Gibsona i Otello (1995).

## Filmografia

### Filmy
- 1989: Wojenne requiem (War Requiem) jako Wilfred Owen
- 1990: Hamlet jako Laertes
- 1992: Bodyguard jako Clive Healy
- 1993: Szerokie Morze Sargassowe (Wide Sargasso Sea) jako Edward Rochester
- 1995: Otello jako Michał Kasjusz
- 2003: Nawiedzony dwór (The Haunted Mansion) jako Master Gracey
- 2007: Gwiezdny pył (Stardust) jako Dunstan Thorn
- 2010: Opowieści z Narnii: Podróż Wędrowca do Świtu (The Chronicles of Narnia: The Voyage of the Dawn Treader) jako ojciec Kaspiana

### Filmy TV
- 1991: Wojna, która nigdy się nie kończy (The War That Never Ends) jako Alcybiades
- 1997: Dawid (David) jako Dawid
- 1997: Śmierć na Evereście (Into Thin Air: Death on Everest) jako Rob Hall
- 2009: Dzieci Ireny Sendlerowej (The Courageous Heart of Irena Sendler) jako dr Majkowski

### Seriale TV
- 1989: Sprawy inspektora Morse'a (Inspector Morse) jako Jamie Jasper
- 1991: Herkules Poirot (Agatha Christie's Poirot) jako Chris Davidson
- 2001-2007: Sprawy inspektora Lynleya (The Inspector Lynley Mysteries) jako detektyw inspektor Thomas Lynley
- 2005: Samotnia (Bleak House) jako Harold Skimpole
- 2008: Hotel Babylon jako Alexander Crawfield
- 2011: Przygody Merlina (The Adventures of Merlin) jako Lord Agravaine de Bois

### Gry wideo
- 2007: Wiedźmin (gra komputerowa) jako Berengar/Lambert (głos)
- 2014-2015: Dreamfall Chapters jako Süleyman 'Sully' Sadik / Generał Hami / Ulvik 'Wiecznie Spragniony' (głos)